# Fourrée
Un fourrée è una moneta, per lo più una contraffazione, che è fatta partendo da un tondello di metallo non prezioso (per lo più bronzo) ricoperto da metallo prezioso per avere l'aspetto di una moneta regolare. Si parla anche di moneta suberata, dal latino subaeratus, cioè con il bronzo (aes) che si trova sotto, all'interno.
Il termine è normalmente applicato alle monete antiche di argento placcate come il denario romano o la dracma greca, ma si applica anche ad altre monete placcate.

## Storia
Cicerone cita il fatto che M. Mario Gratidiano, un pretore romano degli anni 80 a.C., fu molto elogiato per aver sviluppato dei metodi per identificare le monete false, e rimuoverle dalla circolazione. Gratidiano fu però ucciso durante le proscrizioni di Silla, che introdusse la sua legge contro le falsificazioni (lex Cornelia de falsis), reintrodusse i denari serrati, una misura anticontraffazione provata in precedenza.
I denari serrati, che avevano circa 20 tacche incise sul bordo della moneta, furono prodotti per cercare di dimostrare l'integrità della moneta. Questo sforzo fu inutile, come attestato dal ritrovamento di fourrée serrati.

## Produzione
La produzione di fourrée iniziò quasi contemporaneamente a quella delle prime monete in Asia Minore nel VII secolo a.C. Queste monete furono prodotte da persone che volevano trarre un profitto producendo una contraffazione con un contenuto minore di metallo prezioso rispetto al suo valore facciale.
Il metodo più comune di produrre un fourrée era di prendere un tondello di rame, avvolgerlo con una lamina di argento, scaldarlo e batterlo con il conio. Se la moneta era stata scaldata a sufficienza e battuta con forza adeguata, si creava una lega "eutettica" (una lega al 72% di argento e 28 % di rame. Questa percentuale ha il più basso punto di fusione rispetto ad ogni altro rapporto reciproco tra questo due metalli ed è quindi la meno dispendiosa), fondendo insieme i due strati. A volte la lega eutettica era spruzzata fusa tra i due strati per migliorare il loro legame, anche se è difficile determinare su quali monete sia stato usato questo metodo. 
La rilevazione della frode era spesso dovuta all'usura degli strati superiori o all'umidità rimasta fra gli strati, che portava il rivestimento a creare bolle ed a rompersi a causa della corrosione del nucleo centrale.
Un metodo successivo per creare i fourrée fu con l'aggiunta dell'argento al metallo non prezioso dopo che il tondello era già stato battuto. Questo metodo permetteva di usare ancor meno argento, e divenne più importante per creare contraffazioni vantaggiose quando le monetazioni ufficiali diminuivano la loro percentuale di metallo prezioso. Il metodo esatto con cui queste monete erano argentate è poco chiaro anche se i metodi possibili includono l'immersione della moneta in argento fuso, lo spazzolamento delle monete con argento fuso, o la copertura della moneta con una patina di argento in polvere e il susseguente riscaldamento fino alla fusione della patina.

## Rilevazione
Il modo più facile per identificare un fourrée è con la pesatura, poiché un fourrée con un nucleo di rame dovrebbe pesare notevolmente di meno di una moneta d'argento massiccio a causa della densità più bassa del rame. Il contrario dovrebbe essere per un fourrée con un nucleo di piombo.
Un altro metodo per determinare se una moneta è placcata, è ascoltare il suono prodotto lasciando cadere la moneta su una superficie dura: se la moneta è di argento pieno produce un suono caratteristico. Questo metodo non è consigliabile su monete antiche poiché si potrebbero danneggiare, perché col tempo le monete d'argento possono diventare fragili se l'argento comincia a cristallizzare.
Il modo più facile per rilevare una moneta placcata si ha quando è danneggiata e rivela il metallo non prezioso.  Ci sono spesso contrassegni di taglio o punzonature sulle monete d'argento antiche fatte per tentare di determinare se una moneta fosse di argento massiccio.  Questi "contrassegni del banchiere" sono più comuni su denari romani del I secolo a.C. e del I secolo d.C.
Durante la crisi del III secolo le guerre costanti richiesero grandi emissioni di monete, portando a una notevole diminuzione della quantità di metallo prezioso nella coniazione. L'antoniniano fu talmente degradato che i tondelli erano prodotti con una percentuale di argento al 5% ed immersi in bagno di acido per togliere il rame dalla superficie producendo una superficie spugnosa di argento quasi puro. Quando questi tondelli venivano battuti, la forza dell'impatto produceva uno strato lucido e sottile di argento sulla superficie, che spariva rapidamente con l'usura. Queste monete "argentate" non sono considerati fourrée, poiché non sono realmente placcate visto che hanno la stessa percentuale di metallo prezioso ovunque. Inoltre non sono state fabbricate da falsari privati, ma si trattava di falsi governativi ufficiali.
Il termine latino per una moneta di bronzo placcata con l'argento è subaeratus e quello greco è hypochalkos: entrambi significano "bronzo sottostante ".